# 小行星3150
小行星3150（3150 Tosa）是一颗围绕太阳公转的小行星。1983年2月11日，關勉在藝西天文台发现了此天体。
該小行星以日本古代的令制國之一土佐國命名。
这颗小行星的绝对星等为273.0919096959453等。